# Port lotniczy Oslo-Gardermoen

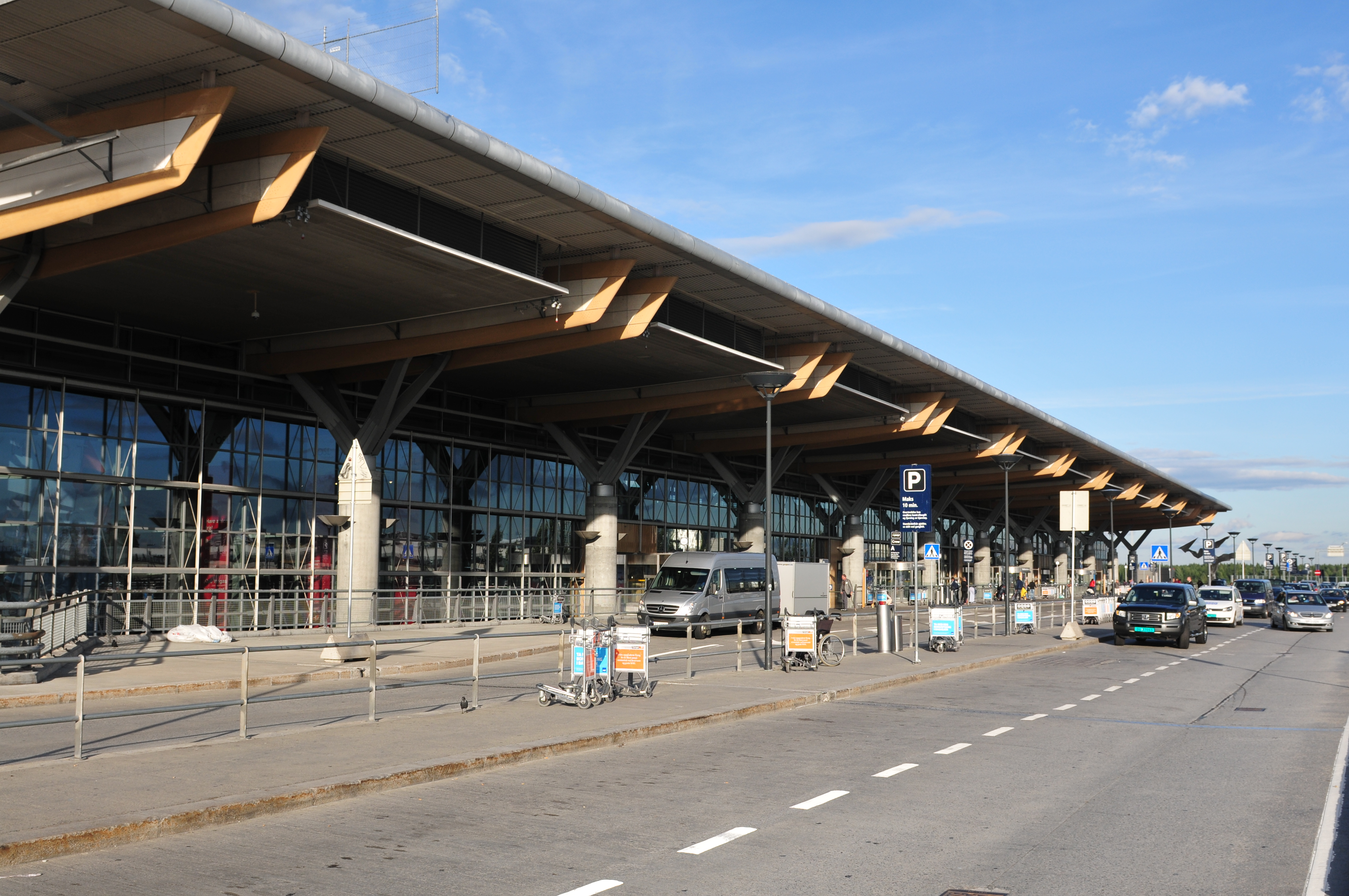
Terminal

Port lotniczy Oslo-Gardermoen (norw.: Oslo Lufthavn, Gardermoen, ang.: Oslo Airport, Gardermoen, kod IATA: OSL, kod ICAO: ENGM) – międzynarodowy port lotniczy położony w Gardermoen w gminie Ullensaker, 48 km na północ od Oslo.
Jest to rozbudowane lotnisko wojskowe z czasów II wojny światowej. Port lotniczy Oslo-Gardermoen stanowi najruchliwszy port lotniczy Norwegii. W 2010 obsłużył około 19 mln pasażerów.
Port lotniczy posiada dwie równoległe asfaltobetonowe drogi startowe: 01L/19R (o długości 3600 m) i 01R/19L (2950 m).

## Linie lotnicze i połączenia
| Linia lotnicza                  | Kierunek |
| ------------------------------- | --- |
| Aegean Airlines                 | 1. Ateny Sezonowe czartery: 1. Chania 2. Rodos |
| Air France                      | 1. Paryż-Charles de Gaulle |
| Air Premia                      | Sezonowe czartery: 1. Seul-Inczon |
| Air Serbia                      | 1. Belgrad |
| Air Baltic                      | 1. Ryga 2. Tallinn Sezonowo: 1. Gran Canaria |
| Austrian Airlines               | 1. Wiedeń |
| Braathens International Airways | Sezonowe czartery: 1. Kawala 2. Palma de Mallorca 3. Split 4. Teneryfa-Południe 5. Tivat |
| Braathens Regional Airlines     | Sezonowo: 1. Visby |
| British Airways                 | 1. Londyn-Heathrow |
| Brussels Airlines               | 1. Bruksela |
| Croatia Airlines                | Sezonowo: 1. Split |
| DAT                             | 1. Florø 2. Røros 3. Stord 4. Ørland |
| Emirates                        | 1. Dubaj |
| Ethiopian Airlines              | 1. Addis Abeba 2. Sztokholm-Arlanda |
| Eurowings                       | 1. Düsseldorf 2. Hamburg Sezonowo: 1. Praga |
| Finnair                         | 1. Helsinki |
| FlyEgypt                        | Sezonowe czartery: 1. Szarm el-Szejk |
| Freebird Airlines               | Sezonowe czartery: 1. Antalya 2. Dalaman |
| Iberia                          | 1. Madryt |
| Icelandair                      | 1. Reykjavik-Keflavík |
| Israir Airlines                 | Sezonowe czartery: 1. Tel Awiw |
| Jettime                         | Sezonowe czartery: 1. Chania 2. Larnaka 3. Samos 4. Rodos |
| KLM                             | 1. Amsterdam |
| Korean Air                      | Sezonowe czartery: 1. Seul-Inczon |
| Loganair                        | Sezonowo: 1. Aberdeen 2. Newcastle 3. Southampton |
| LOT                             | 1. Warszawa-Chopin |
| Lufthansa                       | 1. Frankfurt 2. Monachium |
| Luxair                          | 1. Luksemburg |
| Norse Atlantic Airways          | 1. Miami Sezonowo: 1. Bangkok-Suvarnabhumi 2. Los Angeles 3. Nowy Jork-JFK |
| Norwegian Air Shuttle           | 1. Ålesund 2. Alicante 3. Alta 4. Amsterdam 5. Antalya 6. Barcelona 7. Bardufoss 8. Belgrad 9. Bergen 10. Berlin 11. Billund 12. Bodø 13. Budapeszt 14. Kopenhaga 15. Dublin 16. Düsseldorf 17. Edynburg 18. Faro 19. Madera 20. Genewa 21. Gdańsk 22. Gran Canaria 23. Hamburg 24. Harstad/Narwik 25. Haugesund 26. Helsinki 27. Kirkenes 28. Kraków 29. Kristiansand 30. Lakselv 31. Larnaka 32. Londyn-Gatwick 33. Malaga 34. Manchester 35. Mediolan-Malpensa 36. Molde 37. Monachium 38. Nicea 39. Połąga 40. Paryż-Charles de Gaulle 41. Praga 42. / Prisztina 43. Ryga 44. Rzym-Fiumicino 45. Stavanger 46. Sztokholm-Arlanda 47. Tallinn 48. Teneryfa-Południe 49. Tromsø 50. Trondheim 51. Wiedeń 52. Wilno 53. Warszawa-Chopin Sezonowo: 1. Ajaccio-Napoléon Bonaparte 2. Andenes 3. Ateny 4. Bari 5. / Bazylea 6. Mediolan-Bergamo 7. Bilbao 8. Bodrum 9. Bolonia 10. Bordeaux 11. Bukareszt 12. Burgas 13. Katania 14. Chania 15. Korfu 16. Dubrownik 17. Gazipaşa 18. Heraklion 19. Ibiza 20. Stambuł 21. Kefalonia 22. Lanzarote 23. Lizbona 24. Lyon 25. Madryt 26. Malta 27. Marrakesz 28. Montpellier 29. Neapol 30. Olbia 31. Palma de Mallorca 32. Piza 33. Porto 34. Preweza 35. Pula 36. Reykjavik-Keflavík 37. Rodos 38. Salzburg 39. Santorini 40. Sarajewo 41. Skopje 42. Sofia 43. Split 44. Saloniki 45. Tirana 46. Tivat 47. Warna 48. Wenecja 49. Werona 50. Wrocław 51. Zadar |
| Pegasus Airlines                | 1. Stambuł-Sabiha Gökçen |
| Qatar Airways                   | 1. Doha |
| Ryanair                         | 1. Katowice 2. Londyn-Stansted 3. Wilno |
| Scandinavian Airlines System    | 1. Aalborg 2. Aarhus 3. Ålesund 4. Alicante 5. Alta 6. Amsterdam 7. Barcelona 8. Bergen 9. Berlin 10. Billund 11. Bodø 12. Bruksela 13. Kopenhaga 14. Dublin 15. Düsseldorf 16. Gran Canaria 17. Harstad/Narwik 18. Haugesund 19. Kirkenes 20. Kristiansand 21. Kristiansund 22. Larnaka 23. Londyn-Heathrow 24. Svalbard 25. Malaga 26. Manchester 27. Mediolan-Malpensa 28. Newark 29. Paryż-Charles de Gaulle 30. Reykjavik-Keflavík 31. Stavanger 32. Sztokholm-Arlanda 33. Tallinn 34. Tromsø 35. Trondheim 36. Zurych Sezonowo: 1. Antalya 2. Ateny 3. Katania 4. Chania 5. Faro 6. Florencja 7. Gazipaşa 8. Gdańsk 9. Genewa 10. Hamburg 11. Helsinki 12. Kraków 13. Nicea 14. Olbia 15. Palermo 16. Palma de Mallorca 17. Piza 18. Praga 19. Pula 20. Rzym-Fiumicino 21. Split 22. Stuttgart 23. Teneryfa-Południe 24. Wenecja Sezonowe czartery: 1. Chios 2. Innsbruck 3. Kos 4. Lemnos 5. Mitylena 6. Salzburg 7. Samos 8. Santorini 9. Sitia 10. Skiathos |
| Sunclass Airlines               | Czartery: 1. Gran Canaria 2. Teneryfa-Południe Sezonowe czartery: 1. Antalya 2. Chania 3. Gazipaşa 4. Heraklion 5. Kawala 6. Larnaka 7. Palma de Mallorca 8. Phuket 9. Preweza 10. Rodos 11. Sal 12. Skiathos 13. Split 14. Warna |
| SunExpress                      | Sezonowo: 1. Izmir |
| Swiss International Air Lines   | 1. Zurych Sezonowo: 1. Genewa |
| TAP Portugal                    | 1. Lizbona |
| Transavia                       | 1. Eindhoven 2. Paryż-Orly |
| TUI Airways                     | Sezonowe czartery: 1. Londyn-Gatwick |
| TUI fly Nordic                  | Sezonowe czartery: 1. Cancún 2. Krabi 3. Phuket 4. Zanzibar |
| Turkish Airlines                | 1. Stambuł |
| Volotea                         | Sezonowo: 1. Lyon |
| Vueling Airlines                | 1. Barcelona |
| Widerøe                         | 1. Bergen 2. Førde 3. Røros 4. Sandane 5. Sogndal 6. Trondheim 7. Ørsta/Volda Sezonowo: 1. Brønnøysund 2. Göteborg 3. Leknes 4. Sandnessjøen 5. Svolvær |
| Wizz Air                        | 1. Gdańsk 2. Kraków |

### Cargo
| Linia lotnicza                                   | Kierunek                                                                                           |
| ------------------------------------------------ | -------------------------------------------------------------------------------------------------- |
| AirBridgeCargo Airlines                          | 1. Amsterdam 2. Moskwa-Szeremietiewo                                                               |
| Amapola Flyg                                     | 1. Göteborg-Landvetter 2. Maastricht Aachen 3. Malmö                                               |
| Asiana Cargo                                     | 1. Seul-Inczon                                                                                     |
| TNT Airways                                      | 1. Liège 2. Hanower                                                                                |
| Cargolux                                         | 1. Luksemburg 2. Nowy Jork-JFK                                                                     |
| DHL Aviation                                     | 1. Kopenhaga 2. Trondheim                                                                          |
| Emirates SkyCargo                                | 1. Amsterdam 2. Dubaj-Al Maktoum                                                                   |
| FedEx Express                                    | 1. Amsterdam 2. Paryż-Charles de Gaulle                                                            |
| Korean Air Cargo                                 | 1. Seul-Inczon 2. Wiedeń                                                                           |
| Qatar Airways Cargo                              | 1. Bruksela 2. Doha 3. Liège 4. Londyn-Stansted 5. Luksemburg                                      |
| Posten Norge (obsługiwane przez West Air Sweden) | 1. Ålesund 2. Bergen 3. Bodø 4. Kristiansand 5. Malmö 6. Molde 7. Stavanger 8. Tromsø 9. Trondheim |
| UPS Airlines                                     | 1. Kolonia/Bonn 2. Kopenhaga 3. Malmö                                                              |
| VilleJet Cargo                                   | 1. Paryż-Orly                                                                                      |